# Ballay
Ballay är en kommun i departementet Ardennes i regionen Grand Est (tidigare regionen Champagne-Ardenne) i nordöstra Frankrike. Kommunen ligger  i kantonen Vouziers som ligger i arrondissementet Vouziers. År 2022 hade Ballay 245 invånare.

## Befolkningsutveckling
Antalet invånare i kommunen Ballay
Referens: INSEE